# Navagraha
Navagraha (Sanskrit, नवग्रह, „neun Planeten“ oder „neun Reiche“, von nava, „neun“ und gráha, „greifen“, „ergreifen“, „festhalten“) bezeichnet in der traditionellen hinduistischen Astrologie (Jyotisha) die neun Planeten in personifizierten Himmelsgestalten. Im Gegensatz zur griechischen Astrologie sind alle Planetengötter im Hinduismus männlich.

## Liste der Navagrahas
| Name               | Entsprechung                                        |
| ------------------ | --------------------------------------------------- |
| Surya (सूर्य)        | Sonne                                               |
| Chandra (चंद्र)      | Mond                                                |
| Mangala (मंगल)      | Mars                                                |
| Budha (बुध)         | Merkur                                              |
| Brihaspati (बृहस्पति) | Jupiter                                             |
| Shukra (शुक्र)       | Venus                                               |
| Shani (शनि)         | Saturn                                              |
| Rahu (राहु)          | Kopf des Schlangendämons aufsteigender Mondknoten   |
| Ketu (केतु)          | Schwanz des Schlangendämons absteigender Mondknoten |

## Mythologische Bedeutung
Nava bedeutet „neun“. Graha wird manchmal mit „Planet“ übersetzt. Sonne, Mond und Rahu und Ketu sind jedoch keine Planeten im Sinne heutiger Astronomie. Manchmal wird graha auch mit „Himmelskörper“ übersetzt, aber Rahu und Ketu sind im Sinne westlicher Astronomie auch keine Himmelskörper. Eine dritte Übersetzung wäre „Halbgott“, aber Rahu und Ketu sind Asuras und keine Devas. Allen Navagrahas ist gemeinsam, dass sie sich relativ zu den festen Sternzeichen des Hintergrunds bewegen.
Im Kaveri-Delta in Tamil Nadu gibt es eine Gruppe von neun Navagraha-Tempeln, die jeweils einem der neun Navagrahas gewidmet sind. Ein weiterer bekannter Navagraha-Tempel befindet sich in Gauhati in Assam.
Die Navagrahas haben große Bedeutung in der astrologischen Tradition und somit in den Ritualen des täglichen Lebens von Hindus. Viele Menschen glauben fest an den Einfluss dieser Faktoren auf die Lebensbedingungen, die Vergangenheit, die Zukunft und die Angelegenheiten eines Menschen. 
Die Sonne wird von Agni beherrscht, der Mond von Varuna, der Mars von Kumaraswami, der Merkur von Vishnu, der Guru von Indra, die Venus von Shachidevi und der Saturn von Brahma. Die Sonne ist der Herrscher der Schärfe, der Mond der Herrscher des Salzes, der Mars der Herrscher der Bitterkeit, der Merkur der Herrscher der Schärfe, der Guru der Herrscher der Süße und die Venus der Herrscherin der Säure und Herbe. Die Sonne ist der Herrscher des Tages, der Mond des Moments, der Mars der Jahreszeit, der Merkur des Monats, der Jupiter der zwei Wochen und die Venus des Jahres.